# Campeonato FIBA Américas Femenino Sub-16 de 2025
El Campeonato FIBA Américas Femenino Sub-16 de 2025 fue la 9ª edición del torneo de baloncesto organizado por FIBA Américas más importante a nivel americano para selecciones femeninas menores de 16 años. Se disputó en la ciudad de Irapuato, Guanajuato en México, del 16 al 22 de junio de 2025 y entregó cuatro plazas al Campeonato Mundial de Baloncesto Femenino Sub-17 de 2026.

## Selecciones participantes
- Norteamérica:
  -  Canadá
  -  Estados Unidos
- Centroamérica y el Caribe:
  -  México (Sede)
  -  Panamá
  -  Puerto Rico
- Sudamérica:
  -  Argentina
  -  Colombia
  -  Venezuela

## Fase de grupos
Se realizó el sorteo de los grupos el 15 de mayo de 2025 en la ciudad de Miami, Florida en Estados Unidos.
Todos los horarios son locales CST (UTC-6).

### Grupo A
|   | Equipo         | Pts | J | G | P | PF  | PC  | Dif  |
| - | -------------- | --- | - | - | - | --- | --- | ---- |
| 1 | Estados Unidos | 6   | 3 | 3 | 0 | 352 | 136 | 216  |
| 2 | Argentina      | 5   | 3 | 2 | 1 | 183 | 203 | -20  |
| 3 | Venezuela      | 4   | 3 | 1 | 2 | 168 | 222 | -54  |
| 4 | Puerto Rico    | 3   | 3 | 0 | 3 | 133 | 275 | -142 |

| 16 de junio, 12:30 | Puerto Rico                                                              | 50–73                | Argentina                                                                        | Irapuato, Guanajuato |  |
|                    | Parciales: 17-22, 5-18, 13-14, 15-19                                     |                      |                                                                                  | |  |
|                    | Estadísticas Valeria Medina (16) Amahya Hernández (10) Sol Rodríguez (3) | Reporte Pts Reb Asts | Estadísticas (15) Francisca Canello (9) F. Canello, I. Roldán (5) Santina Cherot | Pabellón: Inforum Irapuato Asistencia: 284 espectadores Árbitros: Brooke Briscoe João Varella Luis Ángel Escobedo Silva |  |

| 16 de junio, 15:00 | Venezuela                                                               | 52–113               | Estados Unidos                                                                    | Irapuato, Guanajuato |  |
|                    | Parciales: 12-29, 17-21, 14-33, 9-30                                    |                      |                                                                                   | |  |
|                    | Estadísticas Roberli Pérez (8) Estefani Pérez (8) Valeria Rodríguez (6) | Reporte Pts Reb Asts | Estadísticas (18) I. Wilson, M. Ojo (7) I. Wilson, C. Bradley (7) Morghan Reckley | Pabellón: Inforum Irapuato Asistencia: 279 espectadores Árbitros: Carlos Pallares José Antonio de María Gómez Edna Vanessa Ángel Fierros |  |

| 17 de junio, 12:30 | Argentina                                                                               | 64–52                | Venezuela                                                                 | Irapuato, Guanajuato |  |
|                    | Parciales: 24-8, 16-17, 14-12, 10-15                                                    |                      |                                                                           | |  |
|                    | Estadísticas Florencia Losada (17) I. Roldan, F. Canello (14) F. Canello, S. Cherot (5) | Reporte Pts Reb Asts | Estadísticas (11) Alexandra Cabeza (8) Alexandra Cabeza (5) Roberli Pérez | Pabellón: Inforum Irapuato Asistencia: 264 espectadores Árbitros: Larissa Sales Rodrígues Carlos Pallares José Antonio de María Gómez |  |

| 17 de junio, 15:00 | Estados Unidos                                                                | 138–38               | Puerto Rico                                                       | Irapuato, Guanajuato |  |
|                    | Parciales: 46-9, 31-11, 41-12, 20-6                                           |                      |                                                                   | |  |
|                    | Estadísticas Reece Gilpatrick (20) Caroline Bradley (11) Tatianna Griffin (6) | Reporte Pts Reb Asts | Estadísticas (9) Maliyah Mays (4) Lía Vázquez (3) Essence De León | Pabellón: Inforum Irapuato Asistencia: 250 espectadores Árbitros: Brooke Briscoe Luis Ángel Escobedo Silva Edna Vanessa Ángel Fierros |  |

| 18 de junio, 12:30 | Puerto Rico                                                                            | 45–64                | Venezuela                                                                   | Irapuato, Guanajuato |  |
|                    | Parciales: 10-24, 11-19, 9-7, 15-14                                                    |                      |                                                                             | |  |
|                    | Estadísticas Lucianna Parrotta (11) Lucianna Parrotta (13) A. Hernández, V. Medina (2) | Reporte Pts Reb Asts | Estadísticas (18) Albanys Ramírez (15) Albanys Ramírez (4) Camila Sangronis | Pabellón: Inforum Irapuato Asistencia: 254 espectadores Árbitros: Larissa Sales Rodrigues Carlos Pallares Luis Ángel Escobedo Silva |  |

| 18 de junio, 15:00 | Estados Unidos                                                   | 101–46               | Argentina                                                                | Irapuato, Guanajuato |  |
|                    | Parciales: 27-6, 21-11, 32-16, 21-13                             |                      |                                                                          | |  |
|                    | Estadísticas Eve Long (17) Nation Williams (13) Olivia Jones (6) | Reporte Pts Reb Asts | Estadísticas (10) S. Rosso, K. Miro (6) Sofía Rosso (2) Cuatro jugadoras | Pabellón: Inforum Irapuato Asistencia: 140 espectadores Árbitros: Brooke Briscoe José Antonio de María Gómez Edna Vanessa Ángel Fierros |  |

### Grupo B
|   | Equipo   | Pts | J | G | P | PF  | PC  | Dif  |
| - | -------- | --- | - | - | - | --- | --- | ---- |
| 1 | Canadá   | 6   | 3 | 3 | 0 | 246 | 95  | 151  |
| 2 | México   | 5   | 3 | 2 | 1 | 218 | 142 | 76   |
| 3 | Colombia | 4   | 3 | 1 | 2 | 129 | 137 | -8   |
| 4 | Panamá   | 3   | 3 | 0 | 3 | 71  | 290 | -219 |

| 16 de junio, 17:30 | Colombia                                                               | 29–63                | Canadá                                                            | Irapuato, Guanajuato |  |
|                    | Parciales: 3-12, 7-15, 12-16, 7-20                                     |                      |                                                                   | |  |
|                    | Estadísticas Alisson Restrepo (10) Maily Saavedra (4) María Méndez (2) | Reporte Pts Reb Asts | Estadísticas (16) Avery Arije (12) Grace Pongang (3) Stella Evans | Pabellón: Inforum Irapuato Asistencia: 250 espectadores Árbitros: Larissa Sales Rodrigues Mariajesús Rocío González Chaparro Luis Dinell Fernández Rosario |  |

| 16 de junio, 20:00 | México                                                               | 122–27               | Panamá                                                                        | Irapuato, Guanajuato |  |
|                    | Parciales: 27-18, 33-2, 39-1, 23-6                                   |                      |                                                                               | |  |
|                    | Estadísticas Mariana Díaz (20) Jordan Martin (7) Valeria Aguilar (8) | Reporte Pts Reb Asts | Estadísticas (10) Vivian Grenald (7) Vivian Grenald (1) V. Grenald, J. Flores | Pabellón: Inforum Irapuato Asistencia: 500 espectadores Árbitros: Romina Belén Morales Ibarra Daniel Ronald Jiménez Choque Sarah Mikaela Rodríguez Ferrari |  |

| 17 de junio, 17:30 | Panamá                                                                            | 29–61                | Colombia                                                           | Irapuato, Guanajuato |  |
|                    | Parciales: 2-17, 11-13, 7-17, 9-14                                                |                      |                                                                    | |  |
|                    | Estadísticas Nickielys Álvarez (13) Vivian Grenald (8) A. Villareal, C. Julio (2) | Reporte Pts Reb Asts | Estadísticas (15) Keren Bertel (8) Maily Saavedra (3) María Méndez | Pabellón: Inforum Irapuato Asistencia: 328 espectadores Árbitros: João Varella Daniel Ronald Jiménez Choque Sarah Mikaela Rodríguez Ferrari |  |

| 17 de junio, 20:00 | Canadá                                                                  | 76–51                | México                                                                           | Irapuato, Guanajuato |  |
|                    | Parciales: 21-14, 22-13, 17-18, 16-6                                    |                      |                                                                                  | |  |
|                    | Estadísticas Portia Reisen (15) Grace Pongang (13) Ashley Vande Ven (6) | Reporte Pts Reb Asts | Estadísticas (10) B. Velázquez, Y. Valverde (8) Jordan Martin (4) Meredith Jaime | Pabellón: Inforum Irapuato Asistencia: 1294 espectadores Árbitros: Romina Belén Morales Ibarra Luis Dinell Fernández Rosario Mariajesús Rocío González Chaparro |  |

| 18 de junio, 17:30 | Canadá                                                                     | 107–15               | Panamá                                                           | Irapuato, Guanajuato |  |
|                    | Parciales: 35-1, 30-5, 20-6, 22-3                                          |                      |                                                                  | |  |
|                    | Estadísticas Pippa Gibb (18) Gabrielle Fajemirokun (11) Tres jugadoras (5) | Reporte Pts Reb Asts | Estadísticas (6) Jasmín Flores (7) Jasmín Flores (2) Joyce Ramos | Pabellón: Inforum Irapuato Asistencia: 462 espectadores Árbitros: Mariajesús Rocío González Chaparro Romina Belén Morales Ibarra Sarah Mikaela Rodríguez Ferrari |  |

| 18 de junio, 20:00 | México                                                                  | 45–39                | Colombia                                                           | Irapuato, Guanajuato |  |
|                    | Parciales: 8-16, 14-7, 12-3, 11-13                                      |                      |                                                                    | |  |
|                    | Estadísticas Yania Valverde (10) Yania Valverde (8) Belén Velázquez (3) | Reporte Pts Reb Asts | Estadísticas (12) María Millán (9) Maily Saavedra (3) Keren Bertel | Pabellón: Inforum Irapuato Asistencia: 1000 espectadores Árbitros: João Varella Luis Dinell Fernández Rosario Daniel Ronald Jiménez Choque |  |

## Fase final

### Cuadro
|  | Quinto puesto 22 de junio | Quinto puesto 22 de junio |           |    | Clasificación 5º-8º 21 de junio | Clasificación 5º-8º 21 de junio |                |    | Cuartos de final 20 de junio | Cuartos de final 20 de junio |          |    | Semifinales 21 de junio | Semifinales 21 de junio |  |  | Final 22 de junio | Final 22 de junio |
|  |                           |                           |           |    |                                 |                                 |                |    |                              |                              |          |    |                         |                         |  |  |                   |                   |
|  |                           |                           |           |    |                                 |                                 |                |    |                              |                              |          |    |                         |                         |  |  |                   |                   |
|  |                           |                           |           |    |                                 |                                 |                |    |                              |                              |          |    |                         |                         |  |  |                   |                   |
|  |                           |                           |           |    |                                 |                                 |                |    | Estados Unidos               | 131                          |          |    |                         |                         |  |  |                   |                   |
|  |                           |                           |           |    |                                 |                                 |                |    | Estados Unidos               | 131                          |          |    |                         |                         |  |  |                   |                   |
|  |                           |                           | Panamá    | 12 |                                 |                                 |                |    |                              |                              |          |    |                         |                         |  |  |                   |                   |
|  |                           | Panamá                    | Panamá    | 12 | 53                              |                                 |                |    |                              | Estados Unidos               | 112      |    |                         |                         |  |  |                   |                   |
|  |                           |                           |           |    | 53                              |                                 |                |    |                              | Estados Unidos               | 112      |    |                         |                         |  |  |                   |                   |
|  |                           |                           | Venezuela | 74 |                                 |                                 | México         | 50 |                              |                              |          |    |                         |                         |  |  |                   |                   |
|  | México                    | 69                        | Venezuela | 74 |                                 |                                 | México         | 50 |                              |                              |          |    |                         |                         |  |  |                   |                   |
|  | México                    | 69                        |           |    |                                 |                                 |                |    |                              |                              |          |    |                         |                         |  |  |                   |                   |
|  |                           |                           | Venezuela | 44 |                                 |                                 |                |    |                              |                              |          |    |                         |                         |  |  |                   |                   |
|  | Venezuela                 | 46                        | Venezuela | 44 |                                 |                                 | Estados Unidos | 85 |                              |                              |          |    |                         |                         |  |  |                   |                   |
|  | Venezuela                 | 46                        |           |    |                                 |                                 | Estados Unidos | 85 |                              |                              |          |    |                         |                         |  |  |                   |                   |
|  | Argentina                 | 61                        |           |    | Canadá                          | 59                              |                |    |                              |                              |          |    |                         |                         |  |  |                   |                   |
|  | Argentina                 | 61                        | Argentina | 39 | Canadá                          | 59                              |                |    |                              |                              |          |    |                         |                         |  |  |                   |                   |
|  |                           |                           | Argentina | 39 |                                 |                                 |                |    |                              |                              |          |    |                         |                         |  |  |                   |                   |
|  |                           |                           | Colombia  | 44 |                                 |                                 |                |    |                              |                              |          |    |                         |                         |  |  |                   |                   |
|  | Séptimo puesto            | Séptimo puesto            | Colombia  | 44 | Argentina                       | 64                              |                |    |                              |                              | Colombia | 37 | Tercer puesto           | Tercer puesto           |  |  |                   |                   |
|  | Séptimo puesto            | Séptimo puesto            |           |    | Argentina                       | 64                              |                |    |                              |                              | Colombia | 37 | Tercer puesto           | Tercer puesto           |  |  |                   |                   |
|  |                           |                           |           |    | Puerto Rico                     | 58                              |                |    | Canadá                       | 80                           |          |    |                         |                         |  |  |                   |                   |
|  | Panamá                    | 72                        | Canadá    | 72 | Puerto Rico                     | 58                              | México         | 51 | Canadá                       | 80                           |          |    |                         |                         |  |  |                   |                   |
|  | Panamá                    | 72                        | Canadá    | 72 |                                 |                                 | México         | 51 |                              |                              |          |    |                         |                         |  |  |                   |                   |
|  | Puerto Rico               | 95                        |           |    | Puerto Rico                     | 47                              |                |    | Colombia                     | 43                           |          |    |                         |                         |  |  |                   |                   |

#### Cuartos de final
| 20 de junio, 12:30 | Estados Unidos                                                               | 131–12               | Panamá                                                                | Irapuato, Guanajuato |  |
|                    | Parciales: 48-2, 28-6, 30-4, 25-0                                            |                      |                                                                       | |  |
|                    | Estadísticas Ivanna Wilson (26) N. Williams, C. Bradley (9) Olivia Jones (7) | Reporte Pts Reb Asts | Estadísticas (5) Nickielys Álvarez (3) Jasmín Flores (3) Camila Julio | Pabellón: Inforum Irapuato Asistencia: 120 espectadores Árbitros: Romina Belén Morales Ibarra Mariajesús Rocío González Chaparro Daniel Ronald Jiménez Choque |  |

| 20 de junio, 15:00 | Canadá                                                        | 72–47                | Puerto Rico                                                              | Irapuato, Guanajuato |  |
|                    | Parciales: 19-8, 23-5, 13-22, 17-12                           |                      |                                                                          | |  |
|                    | Estadísticas Pippa Gibb (14) Grace Pongang (8) Pippa Gibb (6) | Reporte Pts Reb Asts | Estadísticas (21) Valeria Medina (9) Amahya Hernández (2) Miranda Wilson | Pabellón: Inforum Irapuato Asistencia: 100 espectadores Árbitros: José Antonio de María Gómez Luis Ángel Escobedo Silva Edna Vanessa Ángel Fierros |  |

| 20 de junio, 17:30 | Argentina                                                                    | 39–44                | Colombia                                                                 | Irapuato, Guanajuato |  |
|                    | Parciales: 10-8, 4-2, 11-16, 14-18                                           |                      |                                                                          | |  |
|                    | Estadísticas Florencia Losada (12) Isabella Roldan (11) Florencia Losada (3) | Reporte Pts Reb Asts | Estadísticas (10) Alisson Restrepo (16) Maily Saavedra (3) Shery Montaño | Pabellón: Inforum Irapuato Asistencia: 280 espectadores Árbitros: Larissa Sales Rodrigues Sarah Mikaela Rodríguez Ferrari João Varella |  |

| 20 de junio, 20:00 | México                                                               | 69–44                | Venezuela                                                                | Irapuato, Guanajuato |  |
|                    | Parciales: 10-14, 21-8, 18-7, 20-15                                  |                      |                                                                          | |  |
|                    | Estadísticas Isamar Rumbo (19) Isamar Rumbo (13) Belén Velázquez (5) | Reporte Pts Reb Asts | Estadísticas (15) Albanys Ramírez (13) Estefani Pérez (1) Seis jugadoras | Pabellón: Inforum Irapuato Asistencia: 2026 espectadores Árbitros: Carlos Pallares Brooke Briscoe Luis Dinell Fernández Rosario |  |

#### Clasificación 5º al 8º puesto
| 21 de junio, 12:30 | Argentina                                                                    | 64–58                | Puerto Rico                                                                      | Irapuato, Guanajuato |  |
|                    | Parciales: 24-16, 23-12, 9-13, 8-17                                          |                      |                                                                                  | |  |
|                    | Estadísticas Kiara Miro (23) Francisca Canello (10) S. Cherot, F. Losada (4) | Reporte Pts Reb Asts | Estadísticas (14) Lucianna Parrotta (7) Amahya Hernández (2) E. León, L. Vázquez | Pabellón: Inforum Irapuato Asistencia: 135 espectadores Árbitros: Brooke Briscoe João Varella Edna Vanessa Ángel Fierros |  |

| 21 de junio, 15:00 | Panamá                                                                        | 53–74                | Venezuela                                                                    | Irapuato, Guanajuato |  |
|                    | Parciales: 8-17, 12-21, 11-12, 22-24                                          |                      |                                                                              | |  |
|                    | Estadísticas J. Flores, N. Álvarez (12) Joyce Ramos (10) Cuatro jugadoras (2) | Reporte Pts Reb Asts | Estadísticas (15) Alexandra Cabeza (17) Estefani Pérez (5) Valeria Rodríguez | Pabellón: Inforum Irapuato Asistencia: 115 espectadores Árbitros: Carlos Pallares Luis Ángel Escobedo Silva Sarah Mikaela Rodríguez Ferrari |  |

#### Semifinales
| 21 de junio, 17:30 | Colombia                                                            | 37–80                | Canadá                                                                | Irapuato, Guanajuato |  |
|                    | Parciales: 0-17, 8-21, 12-18, 17-24                                 |                      |                                                                       | |  |
|                    | Estadísticas Sara Murillo (8) Maily Saavedra (5) Laurent Torres (3) | Reporte Pts Reb Asts | Estadísticas (15) Portia Reisen (12) Grace Pongang (3) Tres jugadoras | Pabellón: Inforum Irapuato Asistencia: 462 espectadores Árbitros: Luis Dinell Fernández Rosario José Antonio de María Gómez Daniel Ronald Jiménez Choque |  |

| 21 de junio, 20:00 | Estados Unidos                                                               | 112–50               | México                                                                      | Irapuato, Guanajuato |  |
|                    | Parciales: 27-17, 30-6, 30-10, 25-17                                         |                      |                                                                             | |  |
|                    | Estadísticas Ivanna Wilson (21) N. Williams, I. Wilson (7) Jazman Bailey (6) | Reporte Pts Reb Asts | Estadísticas (14) Belén Velázquez (4) M. Díaz, Y. Valverde (4) Andrea López | Pabellón: Inforum Irapuato Asistencia: 1932 espectadores Árbitros: Larissa Sales Rodrigues Romina Belén Morales Ibarra Mariajesús Rocío González Chaparro |  |

#### Séptimo puesto
| 22 de junio, 12:30 | Panamá                                                                           | 72–95                | Puerto Rico                                                                | Irapuato, Guanajuato |  |
|                    | Parciales: 19-24, 22-21, 15-23, 16-27                                            |                      |                                                                            | |  |
|                    | Estadísticas Vivian Grenald (30) Vivian Grenald (13) V. Grenald, E. Cocheran (3) | Reporte Pts Reb Asts | Estadísticas (20) Luciana Parrotta (12) Tres jugadoras (8) Essence De León | Pabellón: Inforum Irapuato Asistencia: 45 espectadores Árbitros: Daniel Ronald Jiménez Choque Sarah Mikaela Rodríguez Ferrari Edna Vanessa Ángel Fierros |  |

#### Quinto puesto
| 22 de junio, 15:00 | Venezuela                                                                    | 46–61                | Argentina                                                                       | Irapuato, Guanajuato |  |
|                    | Parciales: 9-15, 11-19, 8-21, 18-6                                           |                      |                                                                                 | |  |
|                    | Estadísticas Greidysmar Camacaro (13) Estefani Pérez (8) Albanys Ramírez (4) | Reporte Pts Reb Asts | Estadísticas (18) Kiara Miro (6) F. Canello, S. Cherot (3) S. Cherot, I. Roldán | Pabellón: Inforum Irapuato Asistencia: 52 espectadores Árbitros: José Antonio de María Gómez Luis Dinell Fernández Rosario Mariajesús Rocío González Chaparro |  |

#### Tercer puesto
| 22 de junio, 17:30 | México                                                                       | 51–43                | Colombia                                                                       | Irapuato, Guanajuato |  |
|                    | Parciales: 12-16, 9-5, 18-7, 12-15                                           |                      |                                                                                | |  |
|                    | Estadísticas Aislin Tamez (13) Tres jugadoras (7) B. Velázquez, M. Jaime (3) | Reporte Pts Reb Asts | Estadísticas (20) María Millán (16) Maily Saavedra (3) S. Montaño, M. Saavedra | Pabellón: Inforum Irapuato Asistencia: 1654 espectadores Árbitros: Brooke Briscoe Romina Belén Morales Ibarra João Varella |  |

#### Final
| 22 de junio, 20:00 | Estados Unidos                                                      | 85–59                | Canadá                                                         | Irapuato, Guanajuato |  |
|                    | Parciales: 30-17, 21-12, 13-13, 21-17                               |                      |                                                                | |  |
|                    | Estadísticas Micah Ojo (18) Ivanna Wilson (11) M. Ojo, O. Jones (5) | Reporte Pts Reb Asts | Estadísticas (13) Avery Arije (5) Grace Pongang (2) Pippa Gibb | Pabellón: Inforum Irapuato Asistencia: 1720 espectadores Árbitros: Larissa Sales Rodrigues Carlos Pallares Luis Ángel Escobedo Silva |  |

|                                   |
| Bandera de Estados Unidos         |
| Campeón Estados Unidos 8.º título |

### Premios
| Categoría                  | Ganadora                                                                                          |
| -------------------------- | ------------------------------------------------------------------------------------------------- |
| Primer equipo              | SF/PF Ivanna Wilson PG Belén Velázquez PG/SG Avery Arije PF Keren Bertel SF/PF Eve Long           |
| Segundo equipo             | PG/SG Tatianna Griffin SF/PF Aislin Tamez SF/PF Ashley Vande Ven SF/PF Kiara Miro SF/PF Micah Ojo |
| Jugadora Más Valiosa (MVP) | Ivanna Wilson                                                                                     |

## Posiciones finales
| Rank              | Equipo         | Récord |
| ----------------- | -------------- | ------ |
| Medalla de oro    | Estados Unidos | 6-0    |
| Medalla de plata  | Canadá         | 5-1    |
| Medalla de bronce | México         | 4-2    |
| 4                 | Colombia       | 2-4    |
| 5                 | Argentina      | 4-2    |
| 6                 | Venezuela      | 2-4    |
| 7                 | Puerto Rico    | 1-5    |
| 8                 | Panamá         | 0-6    |

|  | Clasificados al Campeonato Mundial de Baloncesto Femenino Sub-17 de 2026. |

## Clasificados al Campeonato Mundial Femenino Sub-17 2026[10]
| Bandera de Canadá | Bandera de Colombia | Bandera de Estados Unidos | Bandera de México |
| Canadá            | Colombia            | Estados Unidos            | México            |
| ----------------- | ------------------- | ------------------------- | ----------------- |